# De Havilland DH.60 Moth
Le de Havilland DH.60 Moth est un avion biplace britannique des années 1920. Ses différentes variantes furent principalement utilisées en tant qu'avions-école ou avions de tourisme.

## Les exploits réalisés avec cet appareil
Le 24 mai 1930, Amy Johnson devient la première femme à avoir réalisé le raid aérien Grande-Bretagne–Australie en solitaire, cette dernière ayant effectué le trajet avec un Havilland Gipsy Moth baptisé « Jason ». Partie de l’aérodrome de Croydon le 5 mai 1930, elle va rejoindre Darwin, soit un trajet de 17 700 kilomètres.